# Andrea Piccini
Pas d'image ? Cliquez ici

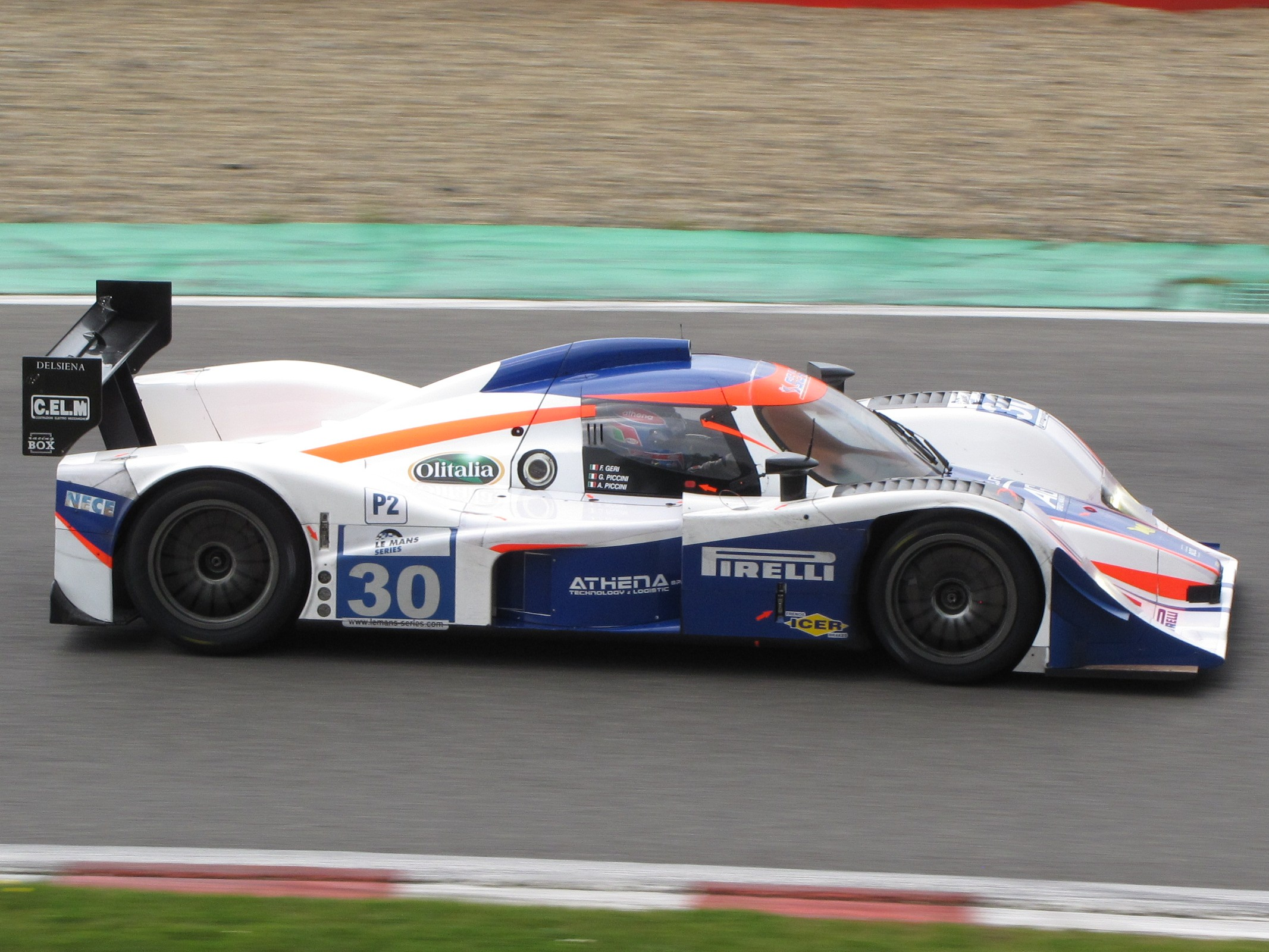
Andrea Piccini en Le Mans Series à Spa en 2010

Andrea Piccini, né le 12 décembre 1978 à Sansepolcro, dans la province d'Arezzo, en Toscane (Italie), est un pilote automobile italien.

## Biographie
En 2002, il remporte les 500 kilomètres d'Anderstorp en championnat FIA GT.

## Palmarès
- Championnat FIA GT
  - 3e en 2006
  - Vainqueur à Dubaï en 2006 et à Bucarest en 2007

- Championnat du monde FIA GT1
  - Vainqueur de la course principale au Sachsenring en 2011

- Le Mans Series
  - Vainqueur de la catégorie LMP2 à Barcelone en 2009

- 24 Heures du Mans
  - Trois participations dans les catégories GT1 et LMP2
  - 6e au général et 2e de la catégorie GT1 aux 24 Heures du Mans 2006

- 24 Heures de Spa
  - Vainqueur en 2012 sur une Audi R8 LMS du Team Phoenix